# Fintan McCarthy
Fintan McCarthy (Skibbereen, 23 novembre 1996) è un canottiere irlandese, campione olimpico nel due di coppia pesi leggeri ai Giochi olimpici di Tokyo 2021 e Parigi 2024.

## Biografia
Ai campionati mondiali di Linz-Ottensheim 2019 ha vinto la medaglia d'oro nel due di coppia pesi leggeri, remando con il connazionale Paul O'Donovan.
Ha rappresentato l'Irlanda ai Giochi olimpici estivi di Tokyo 2020, dove ha vinto l'oro nel due di coppia pesi leggeri, con Paul O'Donovan, precedendo sul podio le imbarcazioni di tedesca di Jonathan Rommelmann e Jason Osborne e italiana di Stefano Oppo e Pietro Ruta.
Sempre con Paul O'Donovan, si è riconfermato campione iridato ai mondiali di Račice 2022 e Belgrado 2023 nel due di coppia pesi leggeri.
Alle Olimpiadi di Parigi 2024 ha ottenuto il secondo titolo olimpico nella medesima disciplina.

## Palmarès
- Giochi olimpici

Tokyo 2020: oro nel due di coppia pesi leggeri;
Parigi 2024: oro nel due di coppia pesi leggeri;
- Mondiali

Linz-Ottensheim 2019: oro nel due di coppia pesi leggeri.
Račice 2022: oro nel due di coppia pesi leggeri.
Belgrado 2023: oro nel due di coppia pesi leggeri.
Europei
Poznań 2020: bronzo nel singolo pesi leggeri.
Varese 2021: oro nel singolo pesi leggeri.
Monaco di Baviera 2022: oro nel singolo pesi leggeri.